# 丰塔内斯
丰塔内斯（法語：Fontanès，法語發音：[fɔ̃tanɛs]）是法国加尔省的一个市镇，属于尼姆区。

## 地名
该地在中文谷歌地图中显示的中文名为“丰塔讷”，此为中文谷歌地图误用了名称拼写相近的另一个市镇丰塔讷（Fontanes）的中文名。

## 地理
丰塔内斯（43°49'47"N, 4°5'15"E）面积14.44 平方千米，位于法国奧克西塔尼大區加尔省，该省份为法国南部沿海省份，南端濒地中海，北起顺时针与阿尔代什省、沃克吕兹省、罗讷河口省、埃罗省、阿韦龙省和洛泽尔省接壤。
与丰塔内斯接壤的市镇（或旧市镇、城区）包括：孔巴、莱克、萨利内勒、苏维尼亚尔格、维克-勒费斯克、维勒维埃耶。
丰塔内斯的时区为UTC+01:00、UTC+02:00（夏令时）。

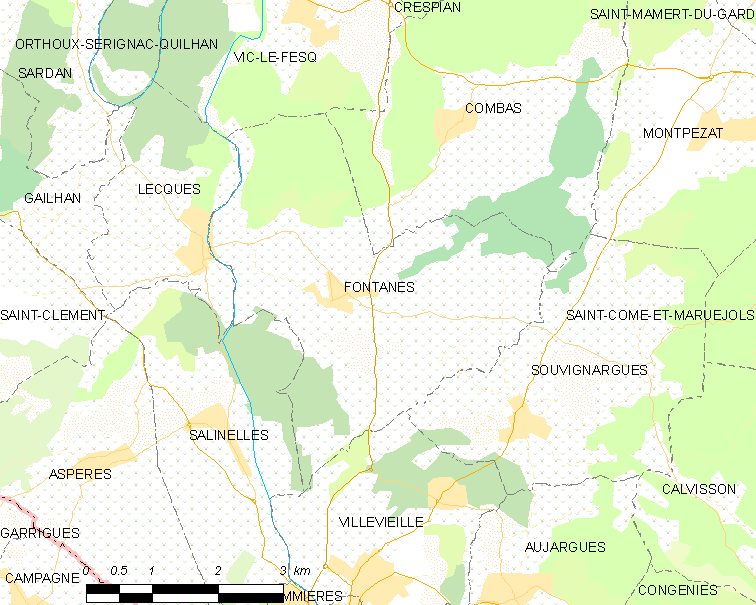
丰塔内斯的OSM定位图

## 行政
丰塔内斯的邮政编码为30250，INSEE市镇编码为30114。

## 政治
丰塔内斯所属的省级选区为卡尔维松县。

## 人口

1962-2008年间丰塔内斯人口变化图示

丰塔内斯于2022年1月1日时的人口数量为688人。